# Czauk
Czauk (birm. / ang. Chauk) – miasto w środkowej Mjanmie, nad rzeką Irawadi.
Liczba mieszkańców w 2003 roku wynosiła ok. 68 tys. W okolicach miasta znajduje się ośrodek wydobywczy ropy naftowej i gazu ziemnego.